# Last Night a DJ Saved My Life
Last Night a DJ Saved My Life ist ein Lied von Indeep aus dem Jahr 1982, das von Michael Cleveland geschrieben wurde und auf dem gleichnamigen Album erschien.
Der Song wird aus der Sicht eines gelangweilten Mädchens erzählt, das sich von der guten Playlist eines Radio-DJs gerettet fühlt. Die Veröffentlichung erfolgte am 15. Februar 1982. Der Titel erreichte in den US-R&B-Charts Platz 10 und in den US-Dance-Charts Platz 2. Erst knapp ein Jahr später hatte die Single auch außerhalb der Vereinigten Staaten Erfolg und wurde in Belgien ein Nummer-eins-Hit. Last Night a DJ Saved My Life erhielt viel positive Kritik, so urteilt der Rolling Stone: „Einer der besten Songs über ein Mädchen, das Radio hört.“
Im Videospiel Grand Theft Auto: Vice City wird der Song vom fiktiven Radiosender Fever 105 gespielt. Auch im Film Cashback fand er Verwendung.

## Coverversionen
- 1983: Margino
- 1988: Edelweiss (Bring Me Edelweiss und Inzest-House)
- 1996: Blacknuss
- 1997: Busta Rhymes (There’s Not a Problem My Squad Can’t Fix)
- 1998: George Michael (Outside)
- 1998: Alex Gopher (Super Disco)
- 1998: King Britt presents Sylk 130
- 1999: Five (If Ya Gettin’ Down)
- 2000: Madonna (Music)
- 2001: Mariah Carey
- 2001: The Black Eyed Peas feat. Macy Gray
- 2003: Tom Jones (Black Betty)
- 2004: Seamus Haji
- 2005: Outatime
- 2007: MC Bogy (Gangsterboogie)
- 2013: Milk Inc.
- 2017: StadiumX & Muzzaik